# Leonard Davis
(en) Statistiques sur pro-football-reference
Leonard Barnett Davis (née le 5 septembre 1978 à Wortham au Texas) est un joueur américain de football américain qui évoluait au poste de offensive guard et offensive tackle pendant douze saisons dans la National Football League (NFL).
Il joue au niveau universitaire avec les Longhorns de l'Université du Texas et a été nommé dans l'équipe All-American. Davis est sélectionné par les Cardinals de l'Arizona avec en deuxième position lors la draft 2001 de la NFL, et a également joué pour les Cowboys de Dallas, les Lions de Détroit et les 49ers de San Francisco.

## Biographie

### Jeunesse
Leonard a grandi à Wortham au Texas. Il est le seul enfant de L. A. et Sammie Lee Davis, mais il a 21 demi-frères et demi-sœurs (L. A. eu 11 enfants d'un précédent mariage, tandis que Sammie Lee a eu 10 enfants d'un précédent mariage).
Il fréquente la Wortham High School, où il mène les Bulldogs, l'équipe de basket-ball, au championnat d'État en 1997. Il a également joué au football américain et reçoit les honneurs All-American en jouant en défense et en attaque au sein d'une école qui compte moins de 150 élèves. Il s'illustre également en athlétisme.

### Carrière universitaire
Davis reçoit une bourse sportive pour étudier à l'Université du Texas à Austin. Arrivant durant la dernière saison de l'entraîneur principal John Mackovic, il joue comme defensive tackle et a été titularisé pour trois matchs. Il est transféré à la ligne offensive après que Mack Brown soit nommé nouvel entraîneur principal. Il joue comme tackle à gauche durant ses deux dernières années.
Au cours de sa carrière, il a pour coéquipier le gagnant du Trophée Heisman, Ricky Williams, et Hodges Mitchell. Pour sa dernière saison, en 2000, il intègre la première équipe All-Big 12 et ainsi que la première équipe All-American. Il a également été finaliste du Trophée Outland, remis au meilleur joueur de ligne intérieure, en deux occasions distinctes.

### Carrière professionnelle

#### Cardinals de l'Arizona
Davis est sélectionné en deuxième position lors de la draft 2001 de la NFL par les Cardinals de l'Arizona, et commence comme titulaire au poste de guard à droite en tant que débutant. L'année suivante, des blessures de joueurs de la ligne offensive forcent l'équipe à le déplacer au poste de tackle à droite. Il est de nouveau déplacé à son poste d'origine en 2003.
En 2004, après la nomination de Dennis Green comme entraîneur principal, il change encore de position pour tackle à gauche. Il y demeure trois saisons, même s'il a de la difficulté à cette position et qu'il est un des joueurs les plus pénalisés de la ligue.
Le 17 février 2007, les Cardinals ne posent pas de tag sur Davis, que ce soit celui de franchise (en) ou de transition (en), faisant de lui un agent libre sans restriction.

#### Cowboys de Dallas
Le 4 mars 2007, Davis signe un contrat de 7 ans avec les Cowboys de Dallas pour 49,6 millions de dollars, dont 18,75 millions garantis, les Cowboys étant à la recherche d'un joueur pour remplacer Marco Rivera qui a pris sa retraite. À ce moment, le contrat est critiqué par les médias à cause du montant et de l'espace attribué dans le plafond salarial à un joueur au poste de guard et qui a connu des performances moyennes les années précédents. Selon Forbes, Davis est le joueur de la NFL le mieux payé à ce temps et est 19e parmi les joueurs sur une période d'un an se terminant en juin 2007, récoltant 25,4 millions de dollars.
Il est nommé titulaire comme guard à droite et s'épanouit à Dallas, étant sélectionné pour le Pro Bowl lors de ses trois premières saisons avec l'équipe. En 2007, il reçoit les honneurs du Pro Bowl et de l'All-Pro pour la première fois de sa carrière. Les Cowboys finissent avec un bilan de 13 victoires et 3 défaites, et remportent la division NFC East, mais perdent au premier tour de la phase éliminatoire contre les Giants de New York, futurs champions du Super Bowl.
En 2009, les Cowboys remportent de nouveau la division, mais aussi leur premier match éliminatoire en 13 saisons.
Il est libéré par les Cowboys le 28 juillet 2011, à la suite d'une baisse de ses performances et du manque de place dans le plafond salarial. Depuis 2005, Davis est le cinquième joueur le plus pénalisé dans la ligue avec 42 sanctions.

#### Lions de Détroit
Le 7 novembre 2011, il signe un accord d'un an avec les Lions de Détroit,. Après avoir rejoint l'équipe à mi-chemin de la saison, il est déclaré inactif pour chaque match des Lions.

#### 49ers de San Francisco
Le 26 juillet 2012, Davis signe un contrat avec les 49ers de San Francisco comme agent libre. Il est remplaçant et fait partie de l'équipe qui atteint le Super Bowl XLVII. Durant ce match, il joue avec les équipes spéciales, mais les 49ers perdent contre les Ravens de Baltimore sur un score de 34 à 31.

### Vie personnelle
Davis est le bassiste du groupe de heavy metal Free Reign, qui est formé avec ses anciens coéquipiers des Cowboys, Marc Colombo et Cory Procter, et le guitariste Justin Chapman.
Son demi-frère aîné Charlie Davis a joué comme defensive tackle dans la NFL et de l'USFL.